# Tar-Ancalimë
Tar-Ancalimë, que significa «La más brillante» en la lengua quenya, es un personaje ficticio del legendarium del escritor J. R. R. Tolkien. Era una dúnadan, hija de Tar-Aldarion y Erendis. Nació en el año 873 de la Segunda Edad del Sol y en su juventud también fue conocida como Emerwen Aranel («Princesa pastora»). Fue la séptima reina de Númenor y primera reina regente, ya que su padre modificó las leyes de sucesión de Númenor para permitir que su única descendiente reinase. 
Permaneció mucho tiempo soltera hasta que se casó con Hallacar, un descendiente de Vardamir, por motivos políticos. De su unión nació un único hijo, Anárion, y tras el nacimiento hubo muchas disputas entre el matrimonio. Su padre le cedió el cetro en 1075 S. E. y cuando este murió, debido a su naturaleza orgullosa como la de su madre, Tar-Ancalimë dejó de ayudar al rey Gil-Galad de Lindon y también muchos de los proyectos de Tar-Aldarion. 
Gobernó hasta 1280 S. E., durante 205 años, más que ningún otro rey desde Elros. Ese año  cedió el cetro a su hijo Tar-Anárion, y murió en 1285 S. E.